# Кубок ірландської ліги з футболу 2013
Кубок ірландської ліги 2013 — 40-й розіграш Кубка ірландської ліги. Переможцем вдруге став Шемрок Роверс.

## Перший раунд
| Команда 1             | Рахунок | Команда 2          |
| --------------------- | ------- | ------------------ |
| 2 березня 2013        |         |                    |
| Мерву Юнайтед (2)     | 2:1     | Кокгілл Селтік (3) |
| 3 березня 2013        |         |                    |
| Мейо Ліга (7)         | 1:4     | Фінн Гарпс (2)     |
| 11 березня 2013       |         |                    |
| Богеміан              | 3:2 дч  | ЮКД                |
| Атлон Таун (2)        | 0:2     | Лонгфорд Таун (2)  |
| Дандолк               | 1:0     | Шелбурн            |
| 19 березня 2013       |         |                    |
| Вотерфорд Юнайтед (2) | 2:1     | Ков Рамблерс (2)   |

## Другий раунд
| Команда 1          | Рахунок         | Команда 2             |
| ------------------ | --------------- | --------------------- |
| 20 травня 2013     |                 |                       |
| Лімерик            | 1:1 дч пен. 4:2 | Вотерфорд Юнайтед (2) |
| Вексфорд Ютс (2)   | 0:4             | Корк Сіті             |
| Фінн Гарпс (2)     | 1:1 дч пен. 5:6 | Деррі Сіті            |
| Слайго Роверз      | 4:0             | Мерву Юнайтед (2)     |
| Богеміан           | 4:2 дч          | Брей Вондерерз        |
| Солтгілл Девон (2) | 2:3 дч          | Сент-Патрікс Атлетік  |
| Дрогеда Юнайтед    | 6:0             | Лонгфорд Таун (2)     |
| 21 травня 2013     |                 |                       |
| Шемрок Роверс      | 1:0             | Дандолк               |

## Чвертьфінали
| Команда 1       | Рахунок | Команда 2            |
| --------------- | ------- | -------------------- |
| 1 липня 2013    |         |                      |
| Богеміан        | 0:2     | Деррі Сіті           |
| Дрогеда Юнайтед | 3:0     | Корк Сіті            |
| Лімерик         | 0:4     | Слайго Роверз        |
| 23 липня 2013   |         |                      |
| Шемрок Роверс   | 2:1 дч  | Сент-Патрікс Атлетік |

## Півфінали
| Команда 1      | Рахунок | Команда 2       |
| -------------- | ------- | --------------- |
| 5 серпня 2013  |         |                 |
| Деррі Сіті     | 1:3     | Дрогеда Юнайтед |
| 13 серпня 2013 |         |                 |
| Шемрок Роверс  | 3:2     | Слайго Роверз   |

## Фінал
| 21 вересня 2013 20:00 (EEST) |

| Шемрок Роверс                 | 2:0      | Дрогеда Юнайтед |
| ----------------------------- | -------- | --------------- |
| Маккейб 11' (пен.) Стюарт 58' | Протокол |                 |

| Талла, Дублін Глядачів: 3 820 Арбітр: Педрей Саттон |